# Mandorne
La Mandorne est un ruisseau se situant dans le massif du Bugey dans le département de l'Ain dans la région Auvergne-Rhône-Alpes et un affluent de l'Albarine donc un sous-affluent du fleuve le Rhône par l'Ain.

## Géographie

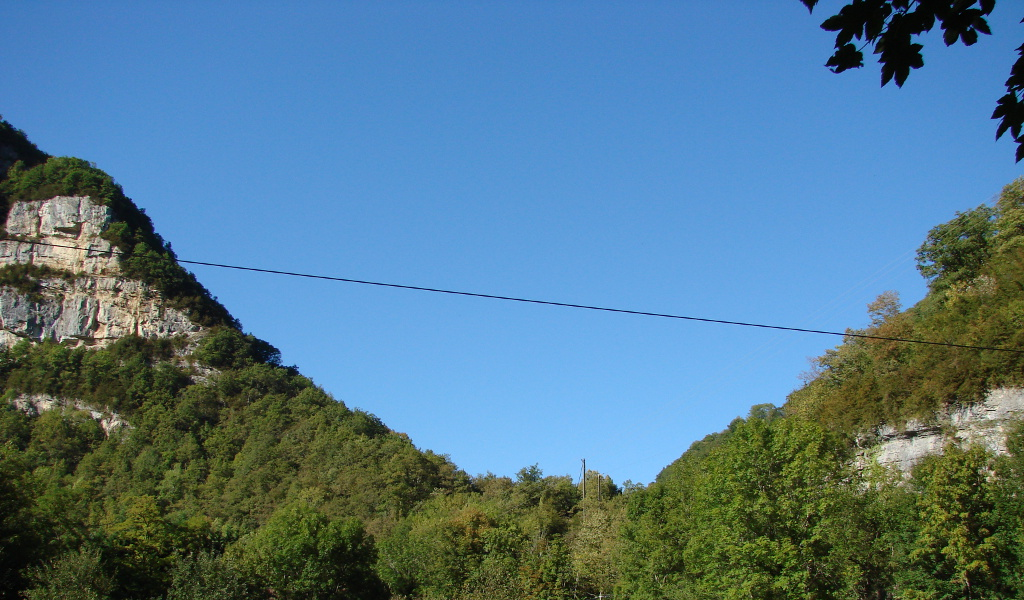
La vallée de la Mandorne.

Le ruisseau prend sa source à l’extrême ouest du marais se situant au val d'Aranc; non loin de Corlier au lieu-dit le Montieu, à une altitude de 792 mètres. D'une longueur de 10,6 km, la Mandorne s'engouffre directement dans un bief assez étroit : le bief de Malaval.  Ce bief débouche ensuite sur une vallée à proximité du village de Résinand et du hameau des Pézières. Le ruisseau continue sur Oncieu pour se jeter dans l'Albarine, à Saint-Rambert-en-Bugey, au niveau du lieu-dit le Moulin à papier.

### Communes et cantons traversés
La Mandorne traverse les cantons de :

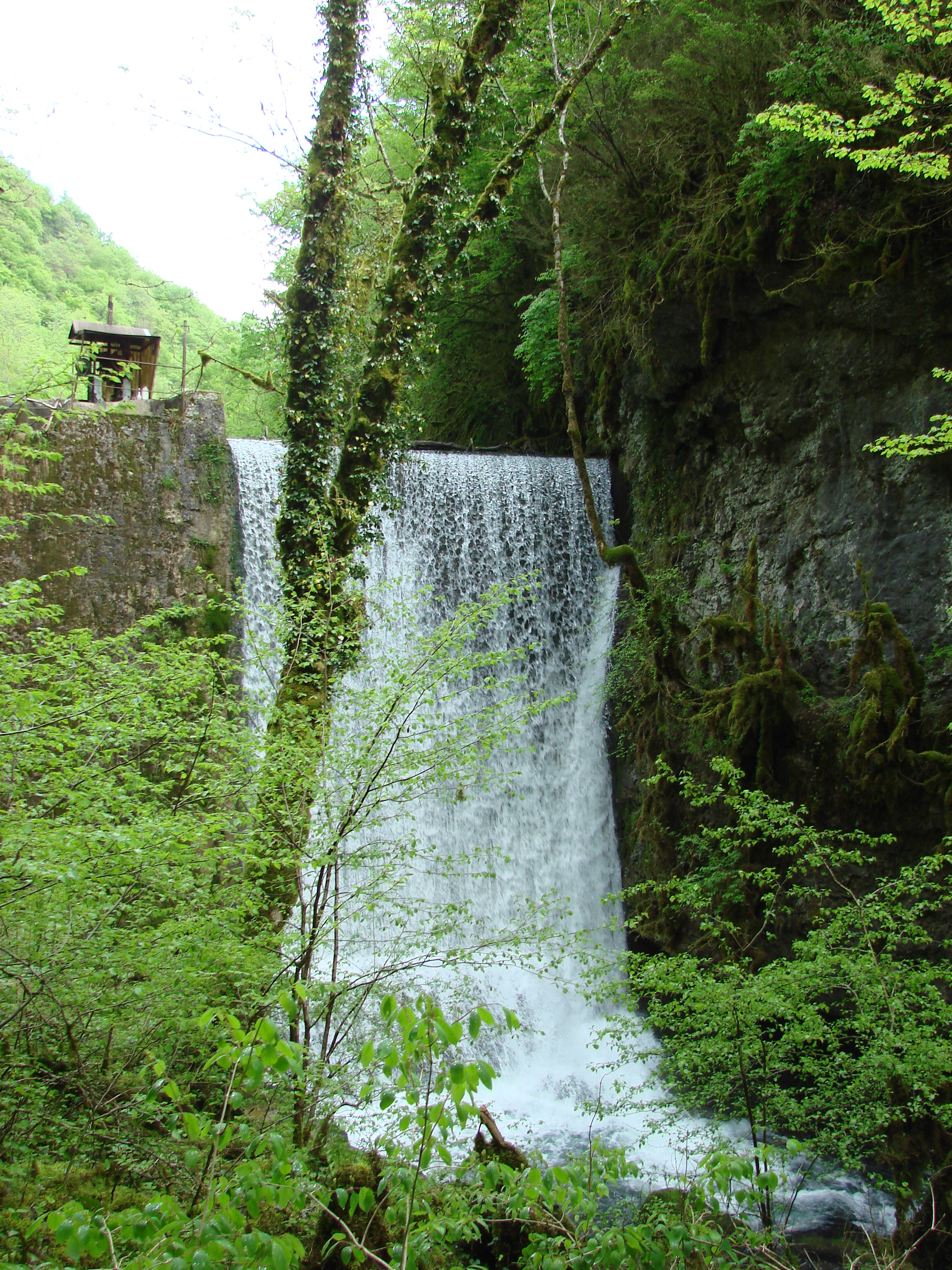
Un barrage hydro-électrique sur la Mandorne.

- Hauteville-Lompnes, Brénod, Saint-Rambert-en-Bugey, Poncin

et les communes de :
- Aranc, Izenave, Corlier, Oncieu, Saint-Rambert-en-Bugey, Boyeux-Saint-Jérôme.

## Affluents
La Mandorne a deux affluents référencés :
- Le ruisseau de La Pisse Vieille, 1 km sur la seule commune d'Aranc.
- le ruisseau de Buinand, 3 km sur les quatre communes d'Aranc, Évosges, Oncieu, et Saint-Rambert-en-Bugey.

## Exploitation
La Mandorne a alimenté un moulin à papier au lieu-dit qui porte son nom  mais aussi un moulin à farine au hameau de Moment, non loin de Résinand .

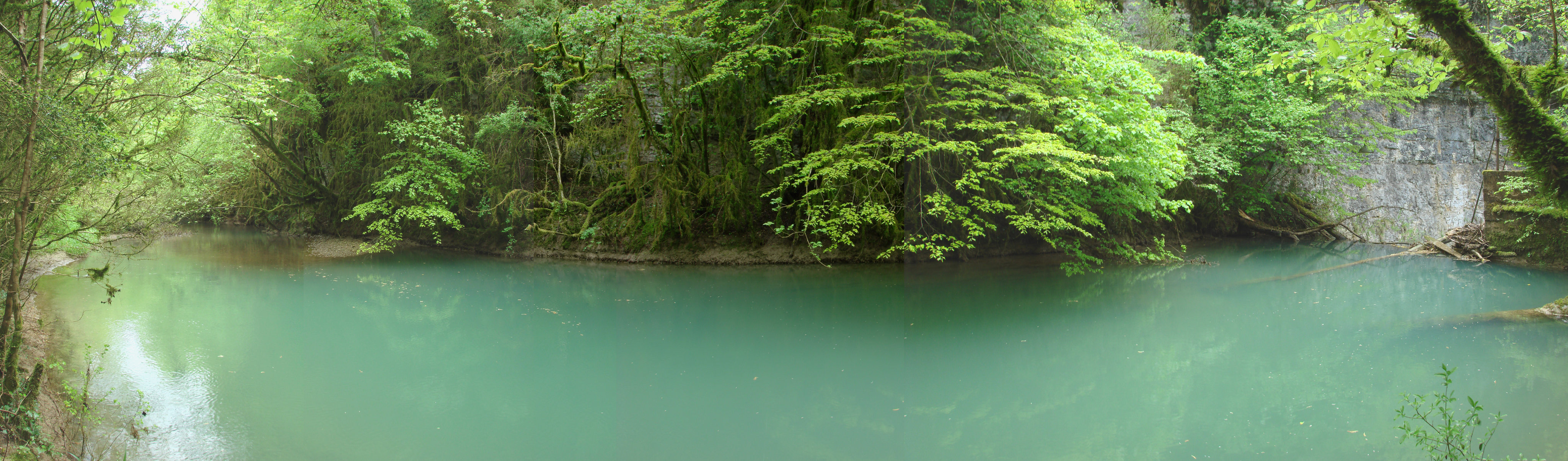
Une retenue d'eau sur la Mandorne.

Aujourd'hui les gorges de la Mandorne sont référencées pour le canyoning.